# Репное (Рамонский район)
Репное— деревня в Рамонском районе Воронежской области.
Входит в состав Новоживотинновского сельского поселения.

## География
Населённый пункт расположен в 8 километрах к западу от села Новоживотинное, в непосредственной близости от границ Новоживотинновского и Русскогвоздёвского сельских поселений.
В деревне имеется две улицы — Солнечная и Степная.

## Население
| 2010 |
| ---- |
| 13   |